# Bosque Farms
Bosque Farms è un villaggio degli Stati Uniti d'America, situato nello stato del Nuovo Messico, nella contea di Valencia.